# Brian Hall
Brian Hall (nacido el 5 de junio de 1961) es un exárbitro de fútbol estadounidense del norte de California. Ha sido árbitro de la FIFA desde 1992. Además arbitró dos partidos de la Copa Mundial de Fútbol de 2002 y fue nombrado como el Árbitro del Año de la MLS en 2003, 2005, 2006 y 2007.

## Mundial de 2002

### NigeriaNigeria0-0InglaterraInglaterra
En este partido de primera ronda por el Grupo F, el estadounidense no tuvo un encuentro difícil, siendo el marcador final de 0 a 0 y sellando la clasificación de los ingleses a octavos. Partido aburrido para el público y fácil para el árbitro.

### ItaliaItalia2-0EcuadorEcuador
Partido de primera ronda por el Grupo G. En este partido Hall tuvo más trabajo que en su primer encuentro. Decisiones de fuera de juego y faltas que condicionaban su desempeño. Mostró cuatro tarjetas amarillas; una al italiano Fabio Cannavaro y tres al equipo ecuatoriano (Poroso, De la Cruz y Chala). Finalmente el partido terminó 2-0 para los europeos y junto al partido finalizó la participación del árbitro estadounidense en el torneo.